# Союз за обновление и справедливость
Союз за обновление и справедливость (нем. Bündnis für Innovation und Gerechtigkeit) — первая немецкая партия мигрантов-мусульман.

## История
Партия «Союз за обновление и справедливость» возникла в 2010 году в Кёльне, образовавшись из представителей общественной организации Мусульманский совет Бонна, и изначально именовалась «Союз за свободу и справедливость». Инициатором был председатель совета мусульман в Бонне Халук Йылдыз. Он же стал председателем новой партии.
В 2024 году стала членом европейского политического альянса Партия «Свободная Палестина», созданного для участия в выборах в Европейский парламент.

## Участие в выборах
В 2009 году первая в Германии партия мигрантов-мусульман, созданная Халуком Йыльдызом, приняла участие в выборах в городской совет Бонна, набрала 2,11 % голосов избирателей и получила два депутатских места. Их заняли Халук Йыльдыз и Гюлья Доган (нем. Hülya Dogan), которая стала первой женщиной в германских представительских органах, носящей головной платок.